# 張榮華
張榮華（1956年—），台灣節目製作人與企業家，生於台灣台南縣麻豆鎮（今台南市麻豆區）。三立電視共同創辦人，現任三立電視董事長和大同公司董事長。。曾任三立電視總經理、三立台灣台台長。

## 生平

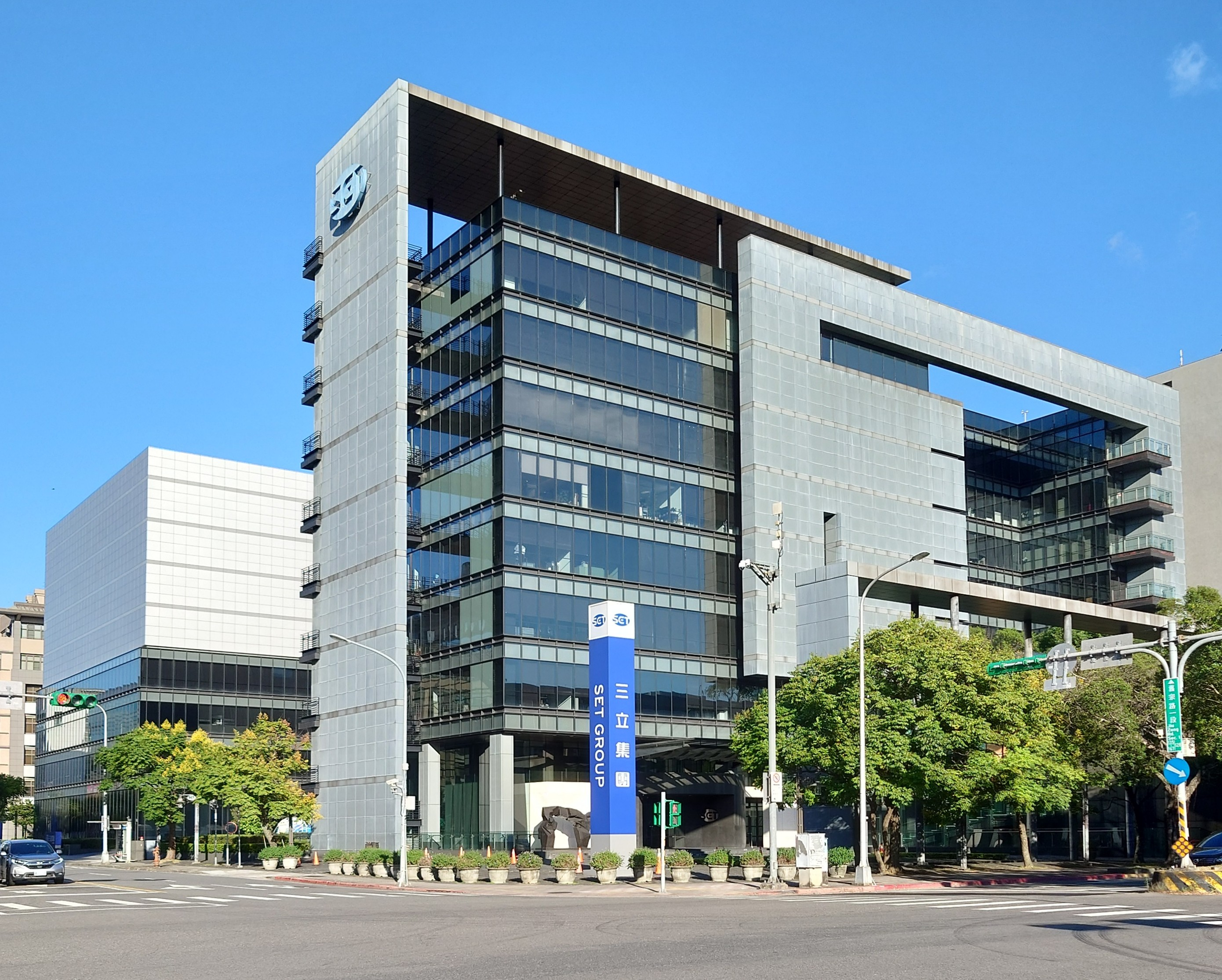
三立電視總部

張榮華在麻豆出生，在高雄市長大。高職畢業後，曾赴台北在瓦楞紙工廠工作。後回到高雄，在唱片行作送貨員。
張榮華在當兵退伍後，曾租下店面，開設唱片行；後投資新台幣20萬元，與姐夫林崑海合資頂下一間錄影帶出租店。1983年，張榮華與姐姐張秀及林崑海三人合資成立三立影視，購買機器，複製錄影帶，再提供錄影帶出租店出租；公司取名三立影視，取「三足鼎立」之意。張榮華喜歡看餐廳秀，與餐廳老板合作，偷拍豬哥亮的餐廳秀內容以側拍帶出租。因為收入不錯，張榮華決定自己租下攝影棚，簽下豬哥亮製作《豬哥亮歌廳秀》以錄影帶方式發售，五年內發行了七百多集，讓豬哥亮、余天、陳美鳳等人成為當紅藝人。
1992年，豬哥亮與三立影視合約到期被巨登育樂老闆楊登魁挖角簽走。三立影視經營出現危機，張榮華進行裁員，後製作了《三立五虎將 金牌點唱秀》；隨著節目受到歡迎，三立影視狀況回穩。
1990年代，台灣開放有線電視，張榮華拓展新市場，除將原有的錄影帶版權賣給電視台之外，也開始製作可以在電視頻道上播放的節目。張榮華製作了綜藝節目《歡樂大滿貫》與歌唱選秀節目《21世紀新人歌唱排行榜》，因為成本太高，找不到買家，因此自行申請有線電視頻道。1993年，三立影視成立了三立頻道，逐漸擴大為三立電視。
2003年，以台灣霹靂火顛覆了本土戲劇，該劇以辛辣的對白風靡歐巴桑、學生與上班族。
2022年3月17日，正式接任三立電視董事長。2025年8月20日，接任大同公司董事長。

## 家庭
其妻蘇麗媚，兩人在1998年結婚。